# Вода (Катанцаро)
Вода (итал. Vodà) је насеље у Италији у округу Катанцаро, региону Калабрија.
Према процени из 2011. у насељу је живело 40 становника. Насеље се налази на надморској висини од 14 м.